# 有村竜太朗
有村竜太朗（ありむら りゅうたろう、1973年3月6日- ）は、日本のヴィジュアル系ロックバンドであるPlastic Treeのボーカル、エッセイスト、及びファッションブランド「GADGET GROW」のファッションモデル。本名：有村竜太郎（読み同じ）。福岡県福岡市生まれ、千葉県千葉市育ち。身長173cm。血液型AB型。パンダとカレーが好き。

## 概要
1993年12月、長谷川正とPlastic Treeを結成。翌1994年よりナカヤマアキラ等他メンバーが加入し、千葉県市川市を拠点として活動を行う。以降Plastic Treeとしての活動はその項を参照のこと。
1998年から2002年まで『ザッピイ』（メディアファクトリー刊）誌上にてエッセイ「あおむしドロップ」を、2002年から2007年まで『KERA』（インデックス・コミュニケーションズ刊）誌上にてエッセイ「五十音式」を、それぞれ連載しており、単行本としても刊行されている。「五十音式」の連載終了後、2008年からは同誌上でエッセイ「東京パノラマ白書」が連載されている。エッセイ作品の他にも、2005年には音楽雑誌『Zy.』（Zy.connection刊）とのコラボレーション企画として、初のDVD付写真集『カメラ・オブスキュラ』も刊行された。
2006年からはアパレル企業のピースナウが展開するファッションブランド「GADGET GROW」のファッションモデルを、バンド活動と並行しながら務めている。
2016年に、初のソロ活動を発表。同年11月23日にアルバム『個人作品集1996-2013「デも/demo」』を発売。翌2017年1月には初のワンマンツアー「デも/demo」を開催。以降はPlastic Treeとソロ活動を並行して行なっている。
2019年に、バンド、ソロを通して自身初となるアナログレコード盤を発売した。既発作品である『個人作品集1996-2013「デも/demo」』、『個人作品集1992-2017「デも/demo #2」』の２作品をアナログ化したもので、完全受注生産販売となった。アナログ化にあたり、クイーンやビートルズの作品にも携わったロンドン・アビー・ロード・スタジオのカッティング・エンジニアであるMiles Showellによってカッティングが施された。

## 人物
父は鹿児島県出身で、母は福岡県出身。妹が1人いる。幼少期に父の仕事の関係で頻繁に引越ししていて、東京、埼玉、千葉、名古屋、福岡を転々とした。
動物が大好き、小学校は飼育係をしていた。
影響を受けたバンドにThe Cure、The Smashing Pumpkins、Nirvanaを挙げており、Plastic Treeの音楽性や方向性の目標としている。また、漫画家の楠本まきの作品にも影響を受けており、自身の写真集のタイトルは楠本の作品『カメラ・オブスキュラ』から拝借している。歌詞には銀色夏生や穂村弘の影響がみられる。
また、小学生の頃に初めて観たサーカスに強い影響を受けており、「サーカス」「空中ブランコ」などサーカスをテーマとした曲も複数発表しているほか、日本武道館公演はサーカスを模した会場設営を行いライブを行っている。
2010年12月25日、所属事務所よりギラン・バレー症候群を発症したことが発表され、同年末のライブを中止した。早期発見、早期治療が功を奏し、翌2011年3月に復帰した。

## ソロ活動時のサポートミュージシャン

### DEMONSTRATIONs
DEMONSTRATIONs(デもンストレーションズ)は、ソロ活動におけるレコーディングおよびライブ時のサポートバンドメンバー。
- hiro（te'） - ギター。2021年11月30日に脳梗塞で死去[8]。以降は小林祐介（THE NOVEMBERS、THE SPELLBOUND）、生熊耕治（cune、BLUEVINE）、悠介（lynch.、健康）、咲人（NIGHTMARE、JAKIGAN MEISTER）らがサポートを務めている。
- 鳥石遼太（chouchou merged syrups.、URARACA、aquarifa）- ベース
- 高垣良介（chouchou merged syrups.、SHIRO、バンナールーガ） - ドラム
- 野村慶一郎（Green Juice） - 鍵盤、マニピュレーター
- SYUTO（3470.mon） - 鍵盤、マニピュレーター
- 青 - 鍵盤、マニピュレーター
- えびさわなおき。 - アコーディオン
- 青月泰山 - チェロ
- emyu: - ヴァイオリン
- 中条幸一 - アコーディオン
- 小夜子 - ヴァイオリン
- 有島コレスケ[9] - EUB
- 遠藤定 - コントラバス

### ゲストミュージシャン
- 小林祐介（THE NOVEMBERS、THE SPELLBOUND） - ギター
アルバム『デも/demo』（2016年）収録曲「浮融/fuyuu」、『デも/demo #2』（2018年）収録曲「19罪/jukyusai」、『≒demo』（2023年）にてギターレコーディングに参加。
ライブ『LIVE2018 「デも/demo #2」-Premiere Show-』東京公演（2018年）にギタリストとして参加。
ライブ『5th Anniversary BIRTHDAY LIVE 2022 -ROOM306-』（2022年）にギタリストとして参加[10]。
- 波多野裕文（People In The Box） - ギター
アルバム『デも/demo』（2016年）収録曲「恋ト幻/rentogen」にてトラックメイキング、ギターレコーディングに参加。
- 生形真一（ELLEGARDEN、Nothing's Carved In Stone） - ギター
ライブ『TOUR 2018 追加公演 「デも/demo -beyond that point-」』全2公演（2018年）にギタリストとして参加。
- NARASAKI（COALTAR OF THE DEEPERS） - ギター
アルバム『デも/demo #2』（2018年）初回盤A収録曲「op. 9」、初回盤B収録曲「op. 10」「op. 11 」「op. 12」にてプロデュースを担当。「op. 9」ではギターレコーディングにも参加。
- 生熊耕治（cune、BLUEVINE） - ギター
ライブ『5th Anniversary BIRTHDAY LIVE 2022 -ROOM306-』（2022年）にギタリストとして参加[10]。
ライブ『有村竜太朗+DEMONSTRATIONs Autumn Live2022「新月令 27.8/singetsurei 27.8」』（2022年）にギタリストとして参加[11]。
ライブ『有村竜太朗 BIRTHDAY LIVE 2023 -ROOM306-』（2023年）にギタリストとして参加。
アルバム『≒demo』（2023年）にてギターレコーディングに参加。
- 悠介（lynch.、健康） - ギター
ライブ『有村竜太朗+DEMONSTRATIONs Autumn Live2022「新月令 27.8/singetsurei 27.8」』（2022年）にギタリストとして参加[11]。
ライブ『有村竜太朗 BIRTHDAY LIVE 2023 -ROOM306-』（2023年）にギタリストとして参加。
アルバム『≒demo』（2023年）にてギターレコーディングに参加。
ライブツアー『有村竜太朗 + demons TOUR2023「≒demo」』（2023年）以降もギタリストとして参加。
シングル『共犯遊戯 / kyōhanyūgi』にて作曲を担当[12]。
- 三島想平（cinema staff）
シングル『春光呪文 / syunkojyumon』にて編曲を担当[13]。

## ディスコグラフィ

### 配信限定シングル
| 発売日       | タイトル              | レーベル     |
| ------------ | --------------------- | ------------ |
| 2023年3月7日 | ≒nekoyume             | ARINOSu inc. |
| 2023年4月6日 | ≒tsukikagetotsukikaze | ARINOSu inc. |
| 2023年5月6日 | ≒kagidokei            | ARINOSu inc. |
| 2023年6月4日 | ≒jukyusai             | ARINOSu inc. |

### DVD・Blu-ray
|     | 発売日        | タイトル                                                          | 規格               | 規格品番                                                        | 最高位 | 備考 |
| --- | ------------- | ----------------------------------------------------------------- | ------------------ | --------------------------------------------------------------- | ------ | ---- |
| 1st | 2017年7月12日 | 個人作品集1996-2013「デも/demo」-実験上演記録フィルム-            | DVD(2枚組)         | ARXB-00001〜2【受注限定盤】 IKCB-80019〜20【通常盤】            | 70位   |      |
| 2nd | 2019年6月12日 | 有村竜太朗 TOUR2019 「デも/demo #2」-Road Show-                   | Blu-ray DVD(2枚組) | ARXB-00003【初回限定盤 (web受注限定)】 IKCB-80028〜29【通常盤】 | 125位  |      |
| 3rd | 2020年6月30日 | 有村竜太朗 ACOUSTIC LIVE2020 「Op.＋」 at CHRIST SHINAGAWA CHURCH | Blu-ray            | ARNS-b-001                                                      | -      |      |
| 4th | 2021年7月10日 | 有村竜太朗 映像作品集「月令月映 / getsureitsukuhae」              | Blu-ray+寫眞集     | -                                                               | -      |      |
| 5th | 2024年1月27日 | 有村竜太朗 BIRTHDAY LIVE -ROOM306-                                | Blu-ray            | -                                                               | -      |      |

### ダウンロード販売
|   | 発売日        | タイトル                                             | 備考                                                                |
| - | ------------- | ---------------------------------------------------- | ------------------------------------------------------------------- |
| 1 | 2020年7月19日 | 「日没地区/nichibotsuchiku」ライブ映像               | 有村竜太朗 Live Streaming「月令13.8/getsurei13.8」より              |
| 2 | 2020年9月12日 | 「op.7 (憑影と月風/tsukikagetotsukikaze)」ライブ映像 | 有村竜太朗 Acoustic Live Streaming「月令 10.0 / getsurei 10.0」より |
| 3 | 2021年1月13日 | 「編形テープ / henkeitêpu 」ライブ映像               | 有村竜太朗 X’mas Live Streaming「月令 9.4 / getsurei 9.4」より      |

### その他
|   | 発売日        | タイトル                                   | 規格    | 規格品番    | 備考 |
| - | ------------- | ------------------------------------------ | ------- | ----------- | --- |
| 1 | 2021年2月14日 | 有村竜太朗 YouTubeラジオ「アリムラジオ」集 | CD      | ARNS-002〜5 | |
| 2 | 2021年5月21日 | getsureiambient                            | Mカード |             | 寫眞展「月令/getsurei」会場、および通販限定販売。寫眞展「月令/getsurei」会場音楽として制作した、getsureiambient 3曲を収録    |
| 3 | 2022年7月28日 | yûenti ambient                             | Mカード |             | 寫眞展「幽園地 / yûenti」会場、および通販限定販売。寫眞展「幽園地 / yûenti」会場音楽として制作した、yûenti ambient 3曲を収録 |

## 書籍作品

### エッセイ
- あおむしドロップ（2002年11月1日、メディアファクトリー）
  - 絶版
- 五十音式（2007年12月25日、インデックス・コミュニケーションズ）
  - 初版限定装丁仕様

### 写真集
- カメラ・オブスキュラ（2005年1月31日）
  - DVD付、絶版
- 有村竜太朗 寫眞作品集「月令令寫 / getsureireisha」（2021年7月10日）[24]
- 寫眞・映像作品集「幽園園寫 / yûenensha」（2023年2月14日）[25]

### 単行本
- 絶望ワンダーランド（2013年3月6日、音楽専科社）
- 有村竜太朗の歩き方。絶望ワンダーランド2〜プラハ編〜（2015年7月4日、音楽専科社）
- 有村竜太朗の歩き方。絶望ワンダーランド3〜バルセロナ編〜（2016年11月、J-ROCK）

## タイアップ
| 起用年 | 曲名                    | タイアップ                                                           |
| ------ | ----------------------- | -------------------------------------------------------------------- |
| 2018年 | くるおし花/kuruoshibana | 日本テレビ系『ウチのガヤがすみません!』2018年9月度エンディングテーマ |

## ミュージックビデオ
| 監督                                  | 曲名                                                      |
| ------------------------------------- | --------------------------------------------------------- |
| 今井俊彦                              | 「幻形テープ / genkeitêpu」                               |
| 今井俊彦                              | 「浮融 / fuyuu」                                          |
| 今井俊彦                              | 「魔似事 / manegoto」                                     |
| 今井俊彦                              | 「また、堕月さま / mata,otsukisama」                      |
| 今井俊彦                              | 「うフふ / ufufu」                                        |
| 今井俊彦                              | 「猫夢 / nekoyume」                                       |
| 今井俊彦                              | 「鍵時計 / kagidokei」                                    |
| 今井俊彦                              | 「恋ト幻 / rentogen」                                     |
| 今井俊彦                              | 「くるおし花/kuruoshibana」                               |
| 今井俊彦                              | 「憑影と月風/tsukikagetotsukikaze」                       |
| Kosuke Kaeriyama                      | 「円劇 / engeki」                                         |
| Kosuke Kaeriyama                      | 「op.13「円劇 / engeki」Acoustic ver.」                   |
| 船本恵太(SILT) あんじぃあんじゅ(SILT) | 「ザジ待ち/zajimachi」                                    |
| 不明                                  | 「op.1「浮融 / fuyuu」Acoustic ver.」                     |
| 不明                                  | 「op.2「魔似事 / manegoto」Acoustic ver.」                |
| 不明                                  | 「op.3「また、堕月さま / mata,otsukisama」Acoustic ver.」 |
| 不明                                  | 「op.4「猫夢 / nekoyume」Acoustic ver.」                  |
| 不明                                  | 「op.5「鍵時計 / kagidokei」Acoustic ver.」               |
| 不明                                  | 「op.6「恋ト幻 / rentogen」Acoustic ver.」                |
| 不明                                  | yûenti ambient i.「froth on the daydream / 日々の泡」     |
| 不明                                  | yûenti ambient ii.「sleepwalking / 夢遊病」               |
| 不明                                  | yûenti ambient iii.「clown / 道化師」                     |
| 渡辺静(illustration) 三崎了(movie)    | 「≒jukyusai」                                             |

## ライブ・イベント

### 出演ライブ・イベント
| 年   | 日程     | イベント名 | 会場                    | 備考                                                   |
| ---- | -------- | --- | ----------------------- | ------------------------------------------------------ |
| 2017 | 1月14日  | GENESIS | 神奈川 川崎CLUB CITTA'  |                                                        |
| 2019 | 8月24日  | Beautiful Beast Fest. | 東京 新木場STUDIO COAST | A9主催ライブイベント                                   |
| 2020 | 2月2日   | 歌者-KASHA-vol.3 | 東京 新宿ReNY           | 村屋光二(ex.redballoon)主催ライブイベント              |
| 2020 | 10月25日 | AKi LIVE 2020「Craze Freaks」 | 配信ライブ              | AKi(シド)(主催)、ベッド・インとの3MAN LIVE             |
| 2022 | 11月30日 | 漆黒の深山幽谷へ分け入り、田園を駆け抜け、茫洋たる海原の彼方へ旅立つその俊傑は、やがて幽明境を異にして、舞台へ降り立つ魂魄となる。 | 東京 新宿LOFT           | te'(主催)との2MANライブ                                |
| 2023 | 7月23日  | JAKIGAN MEISETER presents MAGICAL JAKI LAND vol.1                                                                                  | 東京 新宿BLAZE          | JAKIGAN MEISETER(主催)との2MANライブ                   |
| 2024 | 2月7日   | SHINJUKU LOFT PRESENTS「2TO2 vol.2」                                                                                               | 東京 新宿LOFT           | 健康(松本明人(真空ホロウ)、悠介(lynch.))との2MANライブ |
| 2024 | 2月8日   | SHINJUKU LOFT PRESENTS「2TO2 vol.3」                                                                                               | 東京 新宿LOFT           | 桜井青(cali≠gari)との2MANライブ                        |
| 2024 | 4月20日  | ダウトpresents バンギャルフェス'24                                                                                                 | 神奈川 川崎CLUB CITTA'  | ダウト主催ライブイベント                               |